# راديو بي بي سي
راديو هيئة إذاعة البريطانية (راديو بي بي سي) هي خدمة لهيئة إذاعة البريطانية العاملة في المملكة المتحدة وفقاً لأحكام الميثاق الملكي منذ عام 1927. تعتمد إذاعات بي بي سي من 1 إلى 7 على مدينة لندن، لكن البرامج تقدم أيضاً من مدن بلفاست، برمنغهام، بريستول، كارديف، مانشستر، وغلاسكو. جميع قنوات راديو بي بي سي متاحة على الراديو البث الاذاعي الرقمي، وكذلك على شبكة الإنترنت عن طريق برنامج الريل بلير ومشغلات امتدادات الـ WMA.

## المحطات

### المحلية (المملكة المتحدة)
يوجد في الوقت الحالي 10 محطات محلية للراديو، أربعة منهم تتوفر فقط على شكل بث رقمي عن طريق: البث الإذاعي الرقمي، التلفزيون الرقمي في المملكة المتحدة (الأقمار الصناعية، الكابل، والبث المجاني)، وإمكانية الاستماع والإعادة على الإنترنت.
محطات الإذاعة الرئيسية متوفرة على ترددات الـ Fm و Am ووالبث الإذاعي الرقمي هم:
- بي بي سي راديو 1:

موجهة للشباب، يغلب على موسيقاها نوعي البوب والروك إضافة إلى الأغاني الأربعون الأفضل. تقدم أيضاً نشرات الأخبار وحفلات موسيقية مباشرة وموسيقى الأفلام الوثائقية.
- بي بي سي راديو 2:

إذاعة ترفيهية موجهة للراشدين. تضم مجموعة واسعة من الأغاني العصرية والتي تناسب سن ما بعد المراهقة. وتعتبر الإذاعة الأكثر متابعة في المملكة المتحدة حيث يقدر عدد مستمعيها بـ 12 مليون مستمع أسبوعياً.
- بي بي سي راديو 3:

مخصصة للفنون والثقافة العالية مع تركيز على الموسيقى الراقية (كلاسيك، جاز، والموسيقى العالمية) بالإضافة إلى الأخبار.
- بي بي سي راديو 4:

محطة مخصصة للأخبار، الشؤون الجارية، الفنون، التاريخ، الدراما الأصلية، الكوميديا العالية، العلوم، ومناقشات حول الكتب والديانات.

## التعليم
يستمع العديد من الطلاب العرب وغيرهم حول العالم الراغبين في تعلم اللغة الإنجليزية للمحطات المذكورة سلفاً وخاصة راديو 4، بسبب لغتها الفصيحة ومواضيعها الغنية. حيث أن الاستماع لها ينمي مهارة الاستماع جداً حسب ما يراه الكثيرين.

## وصلات خارجية
- موقع راديو بي بي سي الرئيسي
- موقع الاستماع المباشر للمحطات المختلفة